# Blas de Laserna
Blas de Laserna (Corella, Navarra, 1751 - Madrid, 1816) fou un compositor espanyol del segle xviii.
Amb Pau Esteve i Pablo del Moral, constituí el principal pilar de la tonadilla. L'únic positiu que se'n sap vers la seva vida artística és que el 1779 fou nomenat compositor oficial dels teatres del Príncep i de la Cruz de Madrid, compartint els deures d'aquest càrrec amb el seu igual Pau Esteve fins a la retirada d'aquest el 1790.
Es distingí tant per la fecunditat del seu talent com per la força, gràcia i caràcter nacional de llurs idees melòdiques. Es conserven de Laserna més de 800 tonadillas, d'elles 571 en els Arxius municipals de Madrid i altres en la Biblioteca del Conservatorio Nacional de Música. A més, va compondre una quantitat considerable d'òperes, operetes, sarsueles, entremeses, villancicos, cuatros, monòlegs, recitatius, etc.,.
Entre les seves sarsueles més famoses i a més de La gitanilla por amor, representada vers l'any 1791 en el Teatro de la Cruz, cal citar-se la titulada Un dia de campo, escrita sobre un llibre de Ramón de la Cruz, i estrenada en el teatre particular de la comtessa-duquessa de Benavente.
Laserna s'inspirava directament en la cançó i la dansa populars, que, sens dubte, coneixia a fons tant en les seves diverses modalitats regionals com en la purament del carrer i típicament castissa. Ambdues les aplicava amb gràcia i singular fortuna per a caracteritzar musicalment els variats tipus de tonades, des del gallec sentimental i l'asturià sorneguer a la desin-volta maja o el xulo enamoradís i pinxo.
El musicòleg Rafael Mitjana cita entre les tonadilles més notables de Laserna:
- La vida cortesa y aldeana;
- El cuento de la calle de la Paloma;
- La España antigua;
- La España moderna:
- Las gracias de nuestro siglo;
- La moderna educación;
- Las ordenanzas de la moda;
- Los trajes;
- El café de Barcelona;
- La cibeles i el Apolo;
- El maestro de guitarra;
- El operista i el cómico;
- El peluquero i la criada;
- Las tonadas interrumpidas;
- El café de Cadiz;
- La cita a ensayo;
- El examen para el teatro;
- La lección de música y bolero; espiritual defensa dels balls nacionals
- La fuente de Santa Cruz;
- La resurrección de la Tirana;
- La tarde de San Isidro;
- El heroe del Barquillo;
- Locuras y resultas de Carnestolendas;
- La merienda del canal;
- La Posaderia;
- Los amantes chasqueados;

Per saber més respecte a la història i morfologia de la tonadilla' en general, s'ha de consultar l'obra La tonadilla escénica, del musicòleg català Josep Subirá i Puig publicada de 1928 a 1930.